# Селці Джаковацькі
45°19′ пн. ш. 18°21′ сх. д. / 45.31° пн. ш. 18.35° сх. д.
Селці Джаковацькі (хорв. Selci Đakovački) — населений пункт у Хорватії, в Осієцько-Баранській жупанії у складі міста Джаково.

## Населення
Населення за даними перепису 2011 року становило 1796 осіб.
Динаміка чисельності населення поселення:

## Клімат
Середня річна температура становить 11,02 °C, середня максимальна – 25,34 °C, а середня мінімальна – -6,18 °C. Середня річна кількість опадів – 711 мм.
| Клімат поселення                              | Клімат поселення | Клімат поселення | Клімат поселення | Клімат поселення | Клімат поселення | Клімат поселення | Клімат поселення | Клімат поселення | Клімат поселення | Клімат поселення | Клімат поселення | Клімат поселення | Клімат поселення |
| Показник                                      | Січ.             | Лют.             | Бер.             | Квіт.            | Трав.            | Черв.            | Лип.             | Серп.            | Вер.             | Жовт.            | Лист.            | Груд.            |                  |
| Середній максимум, °C                         | 5,78             | 8,12             | 12,76            | 17,32            | 22,26            | 25,34            | 25,14            | 24,72            | 20,75            | 15,37            | 9,40             | 5,40             |                  |
| Середня температура, °C                       | −0,2             | 2,12             | 6,78             | 11,31            | 16,28            | 19,36            | 21,12            | 20,68            | 16,72            | 11,32            | 5,40             | 1,40             |                  |
| Середній мінімум, °C                          | −6,18            | −3,86            | 0,80             | 5,33             | 10,29            | 13,40            | 17,08            | 16,66            | 12,68            | 7,30             | 1,33             | −2,6             |                  |
| Норма опадів, мм                              | 45               | 43               | 43               | 54               | 65               | 92               | 66               | 62               | 52               | 62               | 70               | 57               |                  |
| Середньомісячна швидкість вітру, м/с          | 2.10             | 2.32             | 2.61             | 2.51             | 2.24             | 2.10             | 2.04             | 1.90             | 1.84             | 1.91             | 2.04             | 2.11             |                  |
| Середньомісячна сонячна радіація, кДж/м²·день | 4291             | 6953             | 10915            | 15382            | 19285            | 21255            | 22128            | 20370            | 14978            | 9354             | 4875             | 3597             |                  |
| --------------------------------------------- | ---------------- | ---------------- | ---------------- | ---------------- | ---------------- | ---------------- | ---------------- | ---------------- | ---------------- | ---------------- | ---------------- | ---------------- | ---------------- |
| Джерело:                                      |                  |                  |                  |                  |                  |                  |                  |                  |                  |                  |                  |                  |                  |